# Урочище «Чортове болото»
Уро́чище «Чо́ртове боло́то» — орнітологічний заказник місцевого значення в Україні. Розташований у межах Костопільського району Рівненської області. 
Площа 163 га. Статус надано згідно з рішенням Рівненського облвиконкому № 98 від 18.06.1991 року. Перебуває у віданні ДП «Клеванський лісгосп» (Деражненське лісництво, квартали 26-28, 31). 
Охороняються місця гніздування журавля сірого та лелеки чорного, занесених до Червоної книги України. В заказнику відмічено гніздування яструба малого, лелеки чорного, а на болоті — журавля сірого, баранця звичайного. Досить поширеними є бобри, лисиця, трапляються сарна європейська, кабан, лось європейський та інші тварини.